# ソーントン・ワイルダー
ソーントン・ワイルダー（Thornton Niven Wilder, 1897年4月17日 - 1975年12月7日）は、アメリカ合衆国の劇作家、小説家。アメリカ演劇史における代表的劇作家の1人とみなされている。

## 生涯
ウィスコンシン州マディソンに生まれる。父親は新聞の編集者で、領事として香港、上海に赴任したため、1911年から12年まで、中国でイギリス系とドイツ系のミッションスクールに通った。のちアメリカのイェール大学に進学し、さらに考古学の勉強のためローマのアメリカン・アカデミーに留学した。学業を終えてからは、ニュージャージー州のローレンスヒルでフランス語の教師になっている。
小説『サン・ルイ・レイの橋』（The Bridge of San Luis Rey, 1928年）でピューリッツァー賞を受賞した。同年、1幕劇集の『平静を乱した天使』（The Angel That Troubled the Waters and Other Plays）を出版する。
戯曲『わが町』（1938年）で2度目の、『危機一髪』（1943年）で3度のピューリッツァー賞を受賞する。1957年にはドイツ書籍協会平和賞を受賞した。
1955年、ハーバード大学教授となる。

## 主要な作品（上記以外）
- 長い長いクリスマスディナー（The Long Christmas Dinner, 1931年）
- ヨンカーズの商人（The Merchant of Yonkers, 1938年）
- 危機一髪（The Skin of Our Teeth, 1942年）
- 結婚仲介人（The Matchmaker, 1954年）
- テオフィリス・ノース（Theophilus North, 1973年） - 日本語訳は『ミスター・ノース』

### 主な日本語訳
- 『サン・ルイス・レイ橋』 松村達雄訳、岩波文庫、1951年、復刊1987年
- 『わが町』 鳴海四郎訳、早川書房・ハヤカワ演劇文庫（新版）、2007年
- 『わが町』 額田やえ子訳、劇書房、2001年（新版）
- 『第八の日に』 宇野利泰訳、早川書房、1977年
- 『ソートン・ワイルダー一幕劇集』 時岡茂秀訳、劇書房、1978年
- 『ミスター・ノース』 村松潔訳、文藝春秋、1989年
- 『ソーントン・ワイルダー戯曲集』 新樹社（全3巻）、1995年
  - 1 わが町（鳴海四郎訳）、2 危機一髪（水谷八也訳）、3 結婚仲介人（水谷八也訳）
- 『三月十五日　カエサルの最期』 志内一興訳、みすず書房、2018年